# 心靈融合
《心靈融合：一生的旅程背後的秘密》是一部2001年美國紀錄片，由演員威廉·薛特納及里安納·尼姆主持，他們在1960年代播映的電視劇集《星際爭霸戰》、1970年代播映的動畫版本以及其後的電影續集內，皆分別扮演著占士·T·卻克和冼樸。薛特納及尼姆在片中討論了科幻影視系列《星空奇遇記》及其對他們生活的影響、他們與《星空奇遇記》的創作人金·羅丹貝利的不同之處，以及薛特納與其他演員之間的緊張關係等內容。此外，尼姆更首次在片中公開表示自己在拍攝《星空奇遇記》時與酗酒掙扎，而薛特納則談及他第三任妻子內賴·基德（Nerine Kidd）之死（她在1999年因酗酒而在游泳池內意外溺斃）。
《心靈融合》的出現是為了宣傳薛特納的個人網站。本片的拍攝工作是在2001年9月5日於尼姆的家中進行，並由配音員比利·韋斯特擔任旁白。本片的標題《心靈融合》是源自《星空奇遇記》內瓦肯人特有的心電感應能力。2001年11月6日，本片在薛特納的個人網站上公開發售，與電影版《星空奇遇記》的導演剪輯版發布的日子相同。其後，因為在片中某一場景出現了意外的聲音，使其在粉絲之間及廣播節目《早晨動物園》內成為放屁幽默的熱門話題。而薛特納在多次採訪中否認自己是這種聲音的來源，之後更與本片的導演彼得·傑森（Peter Jaysen）一同將其歸因於現場設備出現問題。
《心靈融合》在發行後獲得了褒貶不一的評價。《娛樂週刊》的史葛·布朗（Scott Brown）把本片評為「F」級，並表示唯二可能會觀看本片的人是《星空奇遇記》的極端粉絲及有興趣聽到薛特納放屁的人。雜誌《Video Business》的勞倫斯·勒曼（Laurence Lerman）則稱讚本片沒有「重新整理長期以來在拍攝《星空奇遇記》時所發生的軼事及幕後回憶」，而是處理如酗酒、職業困境及演員在拍攝該劇集系列時所發生的衝突等話題。

## 內容
威廉·薛特納及里安納·尼姆分別在1960年代播映的電視劇集《星際爭霸戰》及1970年代播映的《星空奇遇記：動畫版》內，分別扮演着占士·T·卻克和冼樸，其後在1979年至1994年間他們亦拍攝過數部《星空奇遇記》系列電影。在《心靈融合》中，薛特納及尼姆討論了《星空奇遇記》的媒體連鎖以及其持久的成功。除了旁白之外，本片完全是由薛特納及尼姆的對話所組成。他們所討論的大部分主題都是受到粉絲的網上問題的啟發。本片從尼姆家中的後院開始，兩人坐在露台椅子上，然後場景移至尼姆的圖書館，館內收藏了為數不少的紀念品。

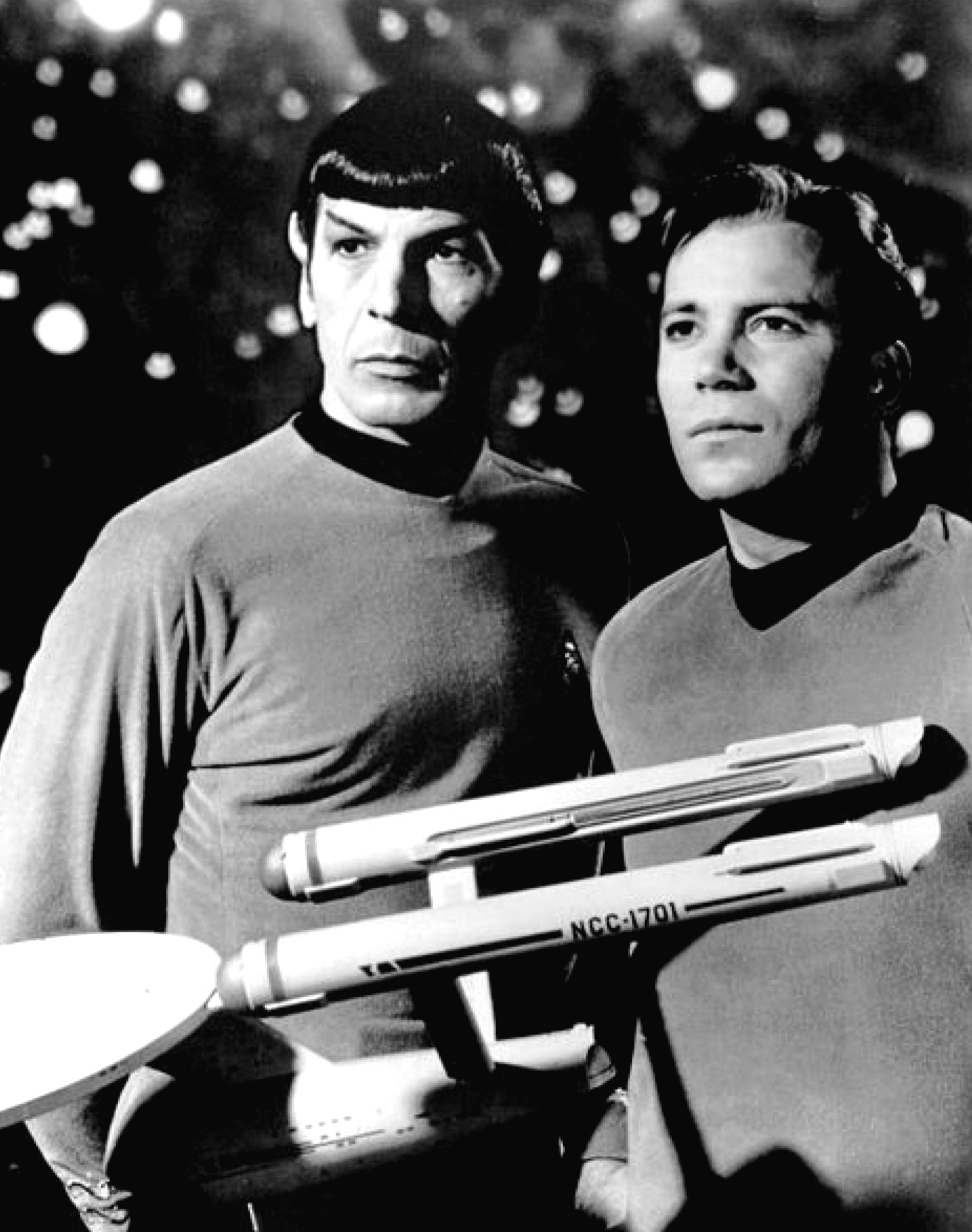
1968年，尼姆（左）及薛特納（右）在劇集《星際爭霸戰》內分別飾演冼樸和占士·T·卻克。

本片把重點放在《星空奇遇記》對薛特納及尼姆的生活所產生的影響，他們互相採訪，並分享了他們被演藝名聲所掩蓋的真實生活體驗。薛特納及尼姆談及了《星空奇遇記》的起源及在劇中飾演倫納德·麥科伊的演員德福雷斯特·凱利之死。薛特納及尼姆還討論了在《星空奇遇記》中演員彼此之間的互動及衝突。另外，薛特納及尼姆均表示自己與《星空奇遇記》的創作人金·羅丹貝利之間的關係緊張，並指劇集的其他演員都不喜歡薛特納。而在這些演員之中，只有飾演妮歐塔·烏瑚拉的演員妮雪兒·尼柯斯的名字被提及。薛特納其後說：「我從來沒有完全理解問題的起因。也許那是他們不滿我的原因。我從未完全理解困擾他們的是什麼。」
薛特納及尼姆皆認為在拍攝《星空奇遇記》時有著不少的個人壓力，更對他們的家庭生活造成了負面影響。片中的對話主要由薛特納負責引導，他更鼓勵尼姆談論早年作為演員時的奮鬥過程，以及長時間扮演外星人的內心動盪等問題。尼姆表示自己花了一段時間去適應，並指「當我意識到自從《星空奇遇記》播出後，我就再也不必擔心工作時，我擺脫了所有的憤怒」。其後尼姆更首次在本片內公開透露，他在拍攝《星空奇遇記》劇集系列期間成為了酗酒者。尼姆指他可能是在拍攝該系列劇集的第二年或第三年養成了飲酒習慣，並在每天拍攝結束時讓他的秘書將酒倒在紙杯中供他飲用。尼姆後來更暗示他的酒精依賴可能源於與第一任妻子桑德拉·佐伯（Sandra Zober）的婚姻惡化。之後，尼姆表示自從他在1987年與佐伯離婚並在1988年與女演員蘇珊·貝結婚，他便滴酒不沾。
薛特納表示拍攝《星空奇遇記》時很費力及幾乎沒有時間陪伴家人，這導致他與第一任妻子格洛里亞·蘭德（Gloria Rand）離婚。薛特納其後描述了他對新伴侶的要求，而其中一項則是必須為《星空奇遇記》的女演員。薛特納還談到父親約瑟夫·薛特納（Joseph Shatner）及自己的第三任妻子內賴·基德（Nerine Kidd）之死，後者在1999年因酗酒而在游泳池內意外溺斃。薛特納回憶起尼姆曾經對基德的酗酒問題表示擔憂，並在他與基德結婚一事上曾給予警告。之後，薛特納及尼姆都表示雖然他們為《星空奇遇記》取得成功感到高興，但不希望他們的私隱會因演藝名聲提高而被侵犯。他們還描述自己因《星空奇遇記》內的演出而被「定型」，並表示這對他們的演藝事業都產生了一定影響。薛特納亦講述了他對參與科幻大會的感覺，起初他認為粉絲會以他所飾演的角色的名字來稱呼他，但最後粉絲們是以其本名來稱呼他，這令他感到驚喜。影片最後以尼姆搭著薛特納的肩膀向他說「你是我最好的朋友」結束。

## 製作

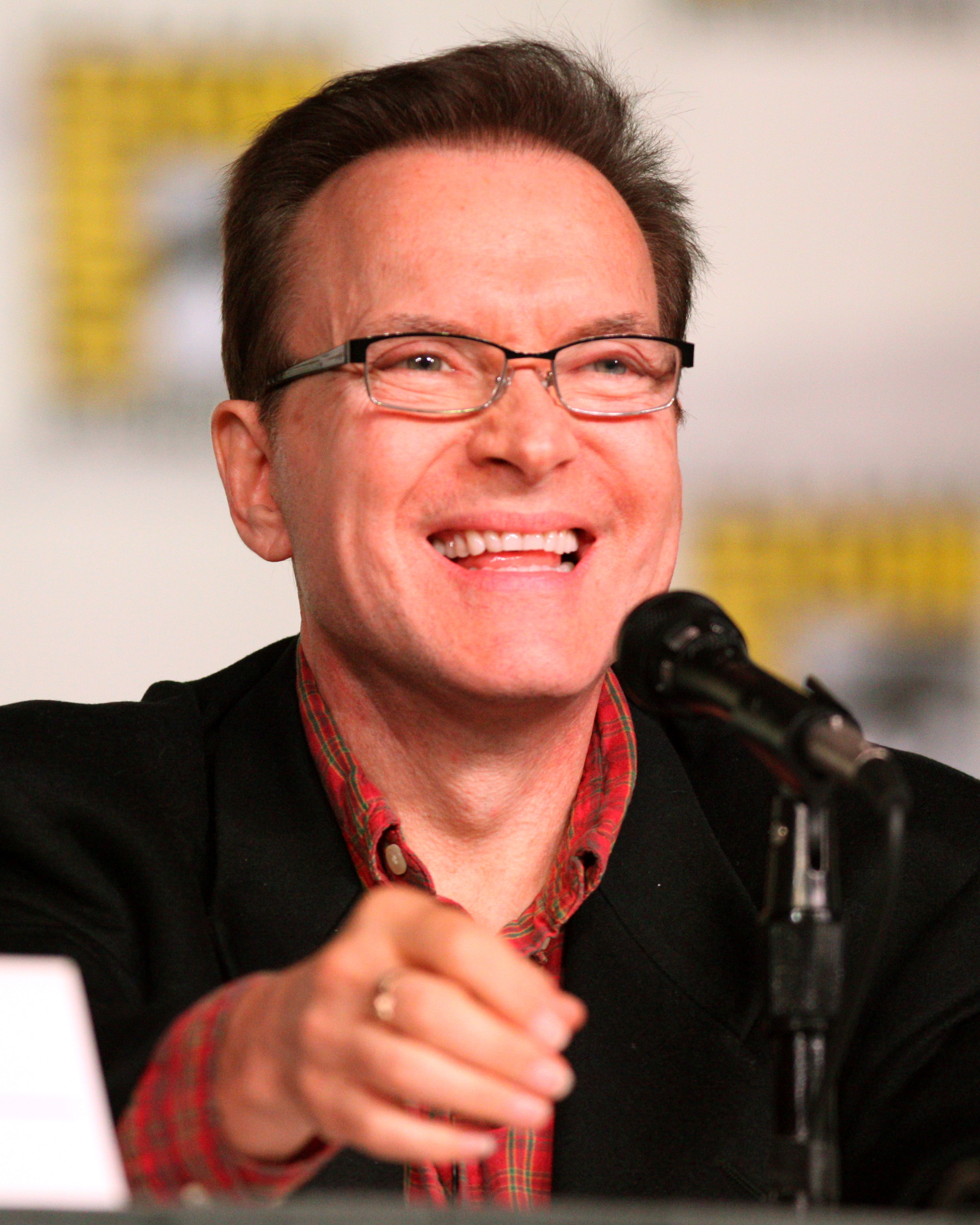
配音員比利·韋斯特為《心靈融合》片頭擔任旁白。

《心靈融合》是作為薛特納個人網站的宣傳品而拍攝而成的，該網站提供了薛特納的粉絲俱樂部的季度通訊、定期更新薛特納的個人生活資訊以及上載他與大猩猩Koko的照片。薛特納表示另一個使他們決定拍這部紀錄片的原因是尼姆開始明顯地衰老。薛特納詢問尼姆是否願意在電影中討論自己的酗酒經歷，尼姆同意。尼姆其後表示從來沒有人問過他過去的酗酒經歷，並指在本片內討論這話題是一個「提供一些對某些人可能有用的資訊的機會」。
影片拍攝於2001年9月5日開始，在導演彼得·傑森（Peter Jaysen）的指導下，以高清攝影技術在尼姆的家中進行拍攝。本片由Creative Light Entertainment製作，而該公司在次年又製作了另一部紀錄片《史丹·李的突變體、怪物和奇蹟》，由電影導演凱文·史密斯採訪漫威漫畫負責人史丹·李。本片沒有劇本，因此薛特納及尼姆兩人的對話是隨意的。本片的旁白由資深配音員比利·韋斯特擔任，並負責讀出本片的標題。雖然製作團隊拍攝了大約兩小時的片段，但大部分沒有使用，最終片長定為75分鐘。薛特納在接受科幻雜誌《Starlog》採訪時說：「我不認為……任何東西都因為過於個性化或煽動性而被刪減。編輯只是為了時間」。本片的標題「心靈融合」源自《星空奇遇記》內的虛構能力，身為瓦肯人的冼樸能使用這種特有的心電感應能力與他人達成心靈相通。薛特納把本片的內容概括為「兩位朋友一對一交談」。

## 發行
2001年11月6日，《心靈融合》以VHS及DVD形式在薛特納的個人網站上發售。無獨有偶，當日亦是電影版《星空奇遇記》的導演剪輯版發佈的日子，而此前薛特納及尼姆皆承認當初上映的電影版未如理想。本片的DVD版本提供了寬屏和全屏選項、杜比數碼環繞聲及一段五分鐘的花絮。此外，與本片相關的T裇能在薛特納的個人網站上購買。本片的發行亦導致演員威爾·惠頓把他的科幻漫畫即興劇公司的名字由「Mind Meld」改為「EarnestBorg9」。
薛特納在《心靈融合》內指劇集《星際爭霸戰》像卡通片，但其後他接受記者訪問時則表示「我從來沒認為它一部卡通片」。2002年2月，薛特納在電視節目《拉利金現場》內接受主持訪問時，表示《心靈融合》與1981年的喜劇《與安德烈晚餐》相似，並指他及尼姆皆希望製作更多類似的電影。尼姆指本片會有助《星空奇遇記》的粉絲更深入地了解他與薛特納的關係，以及一些粉絲們從未聽說過、有關他與比爾（薛特納的別名）之間的瑣事。2002年4月，本片在新港灘電影節上放映。兩年後，首六部《星空奇遇記》電影以特別版套裝形式重新發行，而本片亦特別收錄在內。

### 疑似放屁
在本片大約52分47秒，當薛特納談到有部份參與演出劇集《星空奇遇記》的演員不喜歡他的時候，他在椅子上動來動去，然後在場的收音設備意外收錄了一道疑似放屁的聲音。顯然，電影製片人沒有留意到這種聲音。2001年10月10日，《紐約郵報》的記者亞當·巴克曼（Adam Buckman）在媒體上提到這件事，並指他向為超過6位同事播放了該聲音，而他們皆同意薛特納是聲音的來源。這個場景更在《星空奇遇記》粉絲之間及廣播節目《早晨動物園》內成為放屁幽默的熱門話題。後來，電影評論家們在本片52分鐘至結束前的這段時間內，發現了不多於6道的類似聲音。
電台主持人霍華德·斯特恩曾經在他的電台節目上多次播出該聲音，其中包括2001年11月13日薛特納在其節目上宣傳即將播映的電視節目《鐵人料理美國版》的時候。當斯特恩向薛特納詢問該聲音的來源時，薛特納則表示是由在場的收音員所發出。另外，在薛特納的個人網站上亦有網民宣稱該聲音源於收音支架吱吱作響。2001年11月14日，在柯南·奧布萊恩主持的《柯南·奧布萊恩深夜秀》上，薛特納直指巴克曼假設自己是聲音的來源而非尼姆，這是一種「令人髮指」的行為。而奧布萊恩則回應他：「你是艦長！你要擊敗他！這是你的責任！」由於奧布萊恩進一步向薛特納施加壓力，薛特納只好暗示該聲音可能是狗叫聲或鳥叫聲。根據導演傑森的說法，該聲音並非由薛特納發出，可能是攝影機移動時令電纜互相摩擦而造成的。2002年9月，薛特納在接受採訪時表示該聲音可能是由機器發出，只是在場人士未有留意，並指「爭論結束了」。
2006年，美國作家吉姆·道森在他的書籍《Blame It on the Dog: A Modern History of the Fart》內，以一整章的篇幅來描述了薛特納在《心靈融合》內疑似放屁的事，而道森更把其比作是有人踩到獁梵的聲音。電影評論網站DVD Talk的G·諾埃爾·格羅斯（G. Noel Gross）則比較了這種聲音與青春期男孩觀看色情作品所帶來的興奮感，亦比較了該片段與澤普魯德影片之間的審查水平。

## 評價
《心靈融合》在發行後獲得了褒貶不一的評價。《紐約時報》的莎拉·斯洛博達（Sarah Sloboda）稱本片「提供了一個機會，讓觀眾能看到演員那被其經典角色所掩蓋的真實面貌，以及使他們成為朋友的共同經驗」。電影評論網站DVD Talk的G·諾埃爾·格羅斯（G. Noel Gross）稱讚了本片的質素，但同時批評了DVD版的功能。另外，格羅斯亦指「即使他們談到了一些較為沉重的話題，但在交談期間仍然充滿了熱情、歡笑及幽默感」。
《橙縣紀事報》（Orange County Register）的韋恩·佩里（Vern Perry）稱本片令人著迷，並指其巧妙地融合了幽默感和嚴肅感。佩里表示兩位演員在談論自己脆弱的個人生活時令人感動，特別是當尼姆談論他的酗酒經歷的時候。週報《OC Weekly》的格雷格·史塔奇（Greg Stacy）則指本片「使人深深著迷」，並說「薛特納及尼姆之間的感情是明顯而且感人的」。
雜誌《Video Business》的勞倫斯·勒曼（Laurence Lerman）稱讚本片沒有「重新整理長期以來在拍攝《星空奇遇記》時所發生的軼事及幕後回憶」，而是處理如酗酒、職業困境及演員在拍攝該劇集系列時所發生的衝突等話題。《今日美國》的邁克·克拉克（Mike Clark）讚揚了薛特納的採訪能力，並指本片很吸引。克拉克亦表示薛特納及尼姆的對話「很坦率」，但其後補充指薛特納「自以為是」。另外，英國《衛報》的一篇評論將本片概括為「兩位紳士坐在一起聊天」。
《娛樂週刊》的史葛·布朗（Scott Brown）把本片評為「F」級，並表示除了《星空奇遇記》的極端粉絲外，唯一可能會觀看本片的只有有興趣聽到薛特納放屁的人。布朗亦表示本片「看似無窮無盡」，並指薛特納及尼姆之間的討論顯示他們只是「純粹的自吸收，可與黑洞相媲美」。另外，根據一篇由記者約翰·亨塞爾（John Henzell）為新西蘭《新聞報》（The Press）所撰寫的報導，指本片的預告片非常重視主題，以致其變得有點滑稽。